# لياندرو غوميز
لياندرو غوميز (بالإسبانية: Leandro Gómez Harley)‏ (25 نوفمبر 1906 في الأوروغواي - 18 أبريل 1979 في الأوروغواي) هو لاعب كرة سلة أوروغواني في مركز الوسط، شارك في الألعاب الأولمبية الصيفية 1936.

## وصلات خارجية
- لياندرو غوميز على موقع سبورتس رفرنس (الإنجليزية)
- لياندرو غوميز على موقع اللجنة الأولمبية الدولية (الإنجليزية)
- لياندرو غوميز على موقع أوليمبيديا (الإنجليزية)